# Night (livro)
A Noite é um livro escrito em 1958 por Elie Wiesel, que retrata sua passagem por Campos de Concentração durante a Segunda Guerra Mundial. O autor, na época um menino de 14 ou 15 anos, é separado da mãe e da irmã e conta o que viu e viveu nos Campos com o pai: mortes, execuções, torturas e sofrimentos.
No livro, é muito questionada a presença de Deus, pois eles se perguntam por que não os ajuda. Assim, passam a não praticar os rituais judaicos, devido à insatisfação de terem que passar por tanto sofrimento. Eles passam a sentir apenas ódio, por verem o que o humano é capaz de fazer. 
O autor ganhou o prêmio Nobel da Paz em 1986 e escreveu mais de 40 obras.